# Phrygionis appropriata
Phrygionis appropriata là một loài bướm đêm trong họ Geometridae.